# New York City Ballet
Il New York City Ballet è una compagnia di balletto fondata nel 1948 dal coreografo George Balanchine e l'impresario Lincoln Kirstein con il direttore d'orchestra Léon Barzin.

## Storia
La compagnia nasce da un gruppo precedente noto con il nome di Ballet Society. Il nome fu cambiato quando la compagnia diventò stabile al City Center of Music and Drama nel 1948. Il 20 aprile 1964 la compagnia si trasferì al New York State Theater progettato da Philip Johnson seguendo le indicazioni di George Balanchine. Il New York City Ballet diventò così la prima compagnia negli Stati Uniti ad avere due sedi permanenti: una al Lincoln Center del New York State Theater sulla 63ª strada a Manhattan e un altro al Saratoga Performing Arts Center a Saratoga Springs, NY. La School of American Ballet è la scuola associata al New York City Ballet.
Dopo il trasferimento al Teatro di Stato, il repertorio della compagnia fu dominato dai lavori di Balanchine, che rimase il maître de ballet fino alla morte nel 1983, ma i suoi lavori vennero integrati con quelli del coreografo Jerome Robbins che ricominciò a lavorare con la compagnia nel 1969. Il "City Ballet", come è familiarmente noto, possiede il repertorio più vasto rispetto a qualsiasi altra compagnia americana e spesso, ogni anno, mette in scena 60 e più balletti nelle stagioni invernali e primaverili al Lincoln Center e 20 o più balletti nella stagione estiva a Saratoga Springs.

## Direttori artistici
- George Balanchine (1948-1983)
- Jerome Robbins e Peter Martins (1983-1990)
- Peter Martins (1990-2018)
- Jonathan Stafford (2019-in carica)

## Ballerini notevoli
Di seguito è riportata una lista parziale di danzatori che hanno ballato con la compagnia in veste di primi ballerini.
- Jacques d'Amboise
- Heléne Alexopoulos
- Ib Andersen
- Jared Angle
- Alexandra Ansanelli
- Karin von Aroldingen
- Merrill Ashley
- Debra Austin
- Harrison Ball
- Michail Baryšnikov
- Herbert Bliss
- Jean-Pierre Bonnefoux
- Ashley Bouder
- Maria Calegari
- Zachary Catazaro
- Lew Christensen
- Joaquín De Luz
- William Dollar
- Joseph Duell
- André Eglevskij
- Albert Evans
- Robert Fairchild
- Suzanne Farrell
- Peter Frame
- Jovani Furlan
- Gonzalo García
- Melissa Hayden
- Nikolaj Hübbe
- Gelsey Kirkland
- Maria Kowroski
- Robert La Fosse
- Tanaquil Le Clercq
- Nicholas Magallanes
- Peter Martins
- Michael Maule
- Patricia McBride
- Roman Mejia
- Benjamin Millepied
- Arthur Mitchell
- Francisco Moncion
- André Prokovsky
- Amar Ramasar
- Jonathan Stafford
- Ethan Stiefel
- Maria Tallchief
- Helgi Tomasson
- Robert Tewsley
- Violette Verdy
- Edward Villella
- Jocelyn Vollmar
- Damian Woetzel
- Igor' Zelenskij